# Acacia rigidula
Acacia rigidula é uma espécie de leguminosa do gênero Acacia, pertencente à família Fabaceae.